# Jeleniec (Couïavie-Poméranie)
Pour les articles homonymes, voir Jeleniec.
Jeleniec est un village de Pologne situé en Couïavie-Poméranie, dans le gmina (commune) de Papowo Biskupie.
Plaque d'immatriculation: CCH.

## Source
- Waldemar Rodzynski, Zarys dziejów gminy Papowo Biskupie, rok 1996 (pl)texte barré